# بیوفورد (وایومینگ)
بیوفورد شهری با جمعیت یک نفر و مساحتی حدود ۰٫۰۴ کیلومتر مربع در ایالت وایومینگ آمریکا است.
در ۵ آوریل ۲۰۱۲ دو ویتنامی ناشناس، این شهر را به قیمت ۹۰۰هزار دلار در یک حراجی خریدند.

## تاریخ‌چه
بیوفورد در سال ۱۸۶۶ در زمان ساخت راه آهن بین قاره‌ای در وایومینگ ساخته‌شد.
دان سامونز در سال ۱۹۸۰ با همسر و پسرش به این شهر مهاجرت کرد. او در سال ۱۹۹۲ این شهر را خرید. همسرش در سال ۱۹۹۵ مرد و پسرش در سال ۲۰۰۷ از آن‌جا رفت و دان تنها سکنه شهر شد.